# Disco fiscal

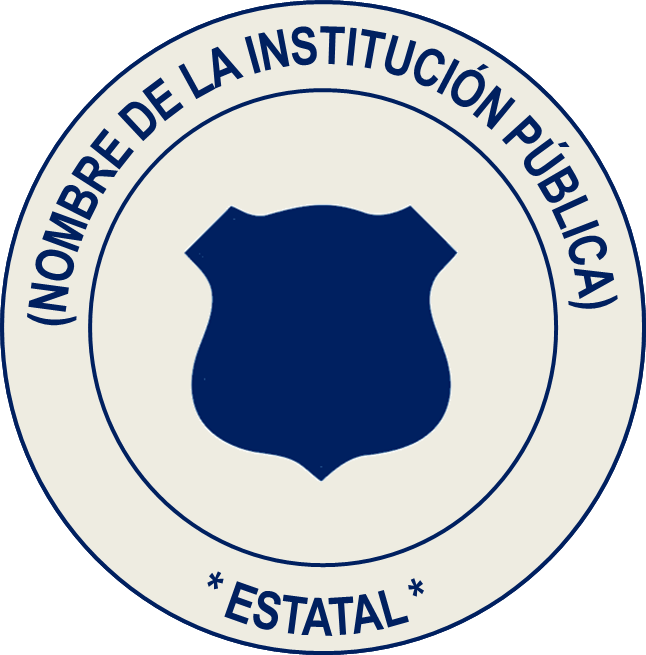
Plantilla del disco fiscal, según el artículo 3 del Decreto Ley 799.

El disco fiscal es un distintivo que deben llevar los vehículos de propiedad fiscal, semifiscal, municipal, de organismos de administración autónoma o descentralizadas del Estado de Chile y empresas en que el Estado tenga participación mayoritaria.

## Historia
El disco se definió en la Ley 17054 de 1969, bajo el gobierno de Eduardo Frei Montalva. En dicha ley se estableció la prohibición de circulación de los vehículos fiscales o asociados al Estado los días sábados en la tarde, domingos o festivos, con lo que sirve de ayuda visual para distinguir a los vehículos que circularan infringiendo esta ley, los cuales debían ser retirados de circulación por Carabineros de Chile.

## Uso actual
En ambos costados del vehículo debe llevarse

[...] pintado en colores azul y blanco, en ambos costados, en la parte exterior, un disco de 30 centímetros de diámetro, insertándose en su interior, en la parte superior, el nombre del servicio público a que pertenece; en la parte inferior, en forma destacada la palabra "ESTATAL" y en el centro un escudo de color azul fuerte.

La especificación actual contrasta con la de 1969, en la que el texto de la parte inferior era la palabra "FISCAL" en vez de "ESTATAL".
No están obligados a llevar el disco fiscal los vehículos asignados a ministros de Estado y secretario general de Gobierno, subsecretarios, contralor general de la República, presidente, ministros y fiscal de la Corte Suprema y presidentes de las Cortes de Apelaciones; además, están exentos los vehículos que hayan sido exceptuados mediante decreto supremo del ministerio al que corresponda la entidad, firmado por el ministro del Interior. Adicionalmente, está dentro de las facultades de cada delegado provincial el autorizar la circulación de los vehículos de los servicios públicos creados por ley fuera de los días y horas de trabajo en cumplimiento de sus funciones, y autorizar la excepción de uso de disco fiscal.